# Colpevoli
Colpevoli (Schuld nach Ferdinand von Schirach) è una serie televisiva tedesca basata sul romanzo I colpevoli dell'avvocato e scrittore Ferdinand von Schirach.
La rete ZDF ha rilasciato su Internet la prima stagione il 6 febbraio 2015, anticipando di due settimane la trasmissione televisiva. In Italia va in onda su Rai 2 dal 10 luglio 2017.
La serie, dopo l'uscita della seconda stagione, è giunta alla terza stagione. 

## Trama
L'avvocato difensore Friedrich Kronberg è testimone delle tristi vicende umane dei suoi assistiti, laddove il peso della colpa gioca un ruolo rilevante.

## Episodi

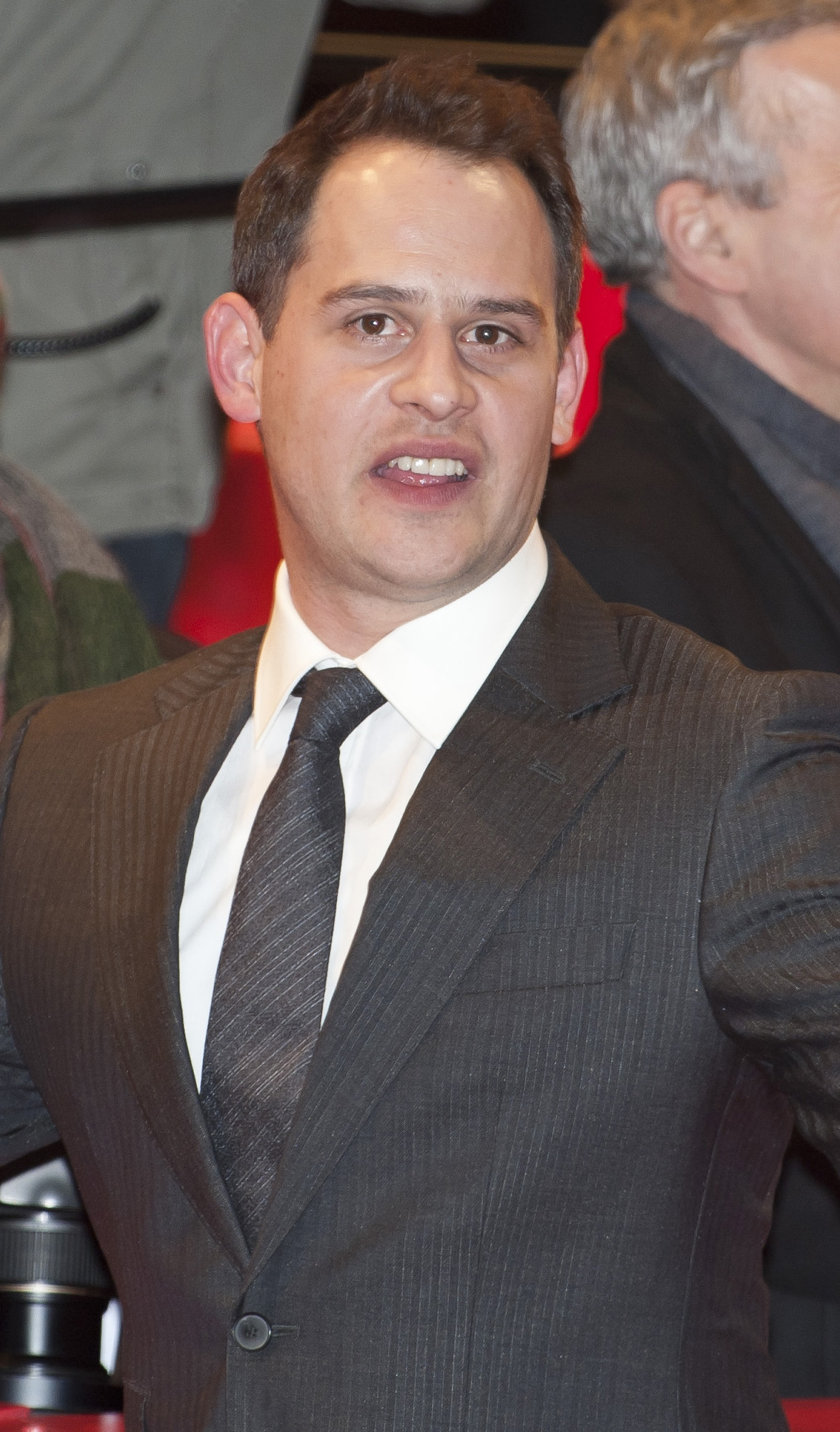
Moritz Bleibtreu

| Stagione         | Episodi | Pubblicazione Germania | Prima TV Italia |
| ---------------- | ------- | ---------------------- | --------------- |
| Prima stagione   | 6       | 2015                   | 2017            |
| Seconda stagione | 4       | 2017                   | 2017            |
| Terza stagione   | 4       | 2019                   | 2021            |

## Premi
Per la sua interpretazione nell'episodio Neve Hans-Michael Rehberg è stato premiato nel 2015 dall'Accademia Tedesca per la Televisione. Nello stesso anno la sceneggiatura di Festa in piazza ha vinto un Bayerische Fernsehpreis (Premio TV dello stato federale bavarese). Nel 2016 il medesimo episodio è stato premiato nel corso dei New York Festivals con una silver world medal.